# Свјетско друмско првенство UCI 1922.
Свјетско друмско првенство UCI 1922, одржано је 3. августа 1922. у Ливерпулу, Уједињено Краљевство. То је било друго Свјетско првенство у друмском бициклизму у организацији Свјетске бициклистичке уније. Вожена је само једна категорија — Друмска трка за аматере.
Рута је била 161 km. Златну медаљу освојио је Британац Дејвид Марш, минут и 20 секунди испред сународника Била Буркила, док је бронзану медаљу освојио такође Британац — Чарлс Дови. Побједник првог Свјетског првенства — Гунар Скелд, завршио је на четвртом мјесту.

## Дисциплине
| Дисциплина              | Злато                          | Злато       | Сребро                        | Сребро   | Бронза                        | Бронза   |
| Мушкарци                |                                |             |                               |          |                               |          |
| Друмска трка за аматере | Дејвид Марш · Велика Британија | 5 h 07' 27" | Бил Буркил · Велика Британија | + 1' 20" | Чарлс Дови · Велика Британија | + 5' 27" |

Велика Британија је такође побиједила и у класификацији држава (укупно вријеме прве четворице возача сваке државе).

## Табела медаља
| Ранг   | Држава               | Злато | Сребро | Бронза | Укупно |
| 1      | Уједињено Краљевство | 1     | 1      | 1      | 3      |
| Укупно | 1 држава             | 1     | 1      | 1      | 3      |

## Резултати
Трку, у укупној дужини од 161 km, завршило је 11 бициклиста.
| Позиција | Возач              | Држава           | Вријеме    |
| -------- | ------------------ | ---------------- | ---------- |
| 1        | Дејвид Марш        | Велика Британија | 5 h 7' 27" |
| 2        | Бил Буркил         | Велика Британија | +1'20"     |
| 3        | Чарлс Дови         | Велика Британија | +5'27"     |
| 4        | Гунар Скелд        | Шведска          | +6'25"     |
| 5        | Ф. Дреџ            | Велика Британија | +6'33"     |
| 6        | Рене Пол Маронје   | Француска        | +8'27"     |
| 7        | Хенри Петер Хансен | Данска           | +12'03"    |
| 8        | Сигфрид Лунберг    | Шведска          | +13'13"    |
| 9        | Јан Мас            | Холандија        | +15'27"    |
| 10       | Рагнар Малм        | Шведска          | +18'40"    |
| 11       | Фернанд Калдебу    | Француска        | +22'22"    |